# Microsoft Word
Microsoft Word – procesor tekstu rozwijany przez przedsiębiorstwo Microsoft. Program po raz pierwszy wydany został 25 października 1983 pod nazwą Multi-Tool Word i przeznaczony był do pracy na systemach Xenix. Kolejne wersje powstawały dla IBM PC na systemach DOS (1983), Apple Macintosh z systemem Classic Mac OS (1985), AT&T Unix PC (1985), Atari ST (1988), OS/2 (1989), Microsoft Windows (1989), SCO Unix (1994) oraz macOS (dawniej OS X; 2001). Pierwotnie samodzielny program, później stał się częścią pakietu biurowego Microsoft Office. Od wersji 2.0 dla Windows dostępny jest w wersji polskiej.
Program dystrybuowany jest jako trialware; po upływie okresu na rejestrację produktu jego funkcjonalność zostaje ograniczona. Na licencji freeware producent udostępnia uproszczone desktopowe aplikacje Microsoft Word Viewer oraz Office Online, a także uproszczone wydania dla systemów Android i iOS. Najnowszą wersją programu Microsoft Word dla systemów Windows i macOS jest Word 2024.

## Historia
Pierwsze wydanie Microsoft Word dla komputerów z systemem DOS pod koniec 1983 roku nie zostało dobrze przyjęte. Sprzedaż była o wiele niższa niż konkurencyjnych produktów, takich jak WordPerfect.
Popularność zyskała natomiast wersja dla komputerów Macintosh wydana w roku 1985. Dobrze przyjęte zostało zwłaszcza drugie duże wydanie, wersja 3.01 z roku 1987 (wersja 3.00 zawierała wiele błędów i szybko została wycofana). Jak inne programy dla komputerów Macintosh, wersja ta działała w trybie „to co widzisz, otrzymasz na wydruku” (WYSIWYG).
Chociaż MS-DOS jest systemem opartym na środowisku znakowym, Word był pierwszym procesorem tekstu dla Komputerów osobistych, który pokazywał pewne cechy formatowania, takie jak pogrubienie czy pochylenie czcionki, bezpośrednio w tekście edytowanym na ekranie. Inne DOS-owe procesory tekstu, takie jak WordStar i WordPerfect, używały prostych, wyłącznie tekstowych metod, gdzie wyróżnienia były pokazywane jako znaczniki wokół wyróżnionego tekstu, a w najlepszym przypadku używano w tym celu odmiennych kolorów.
Cechą charakterystyczną programu, jak zresztą wszystkich programów dla systemu DOS, był swoisty zestaw poleceń. Na przykład polecenie zapisania pliku w Wordzie wywoływane było sekwencją Escape-T-S, a ponieważ większość sekretarek nauczyła się już do tej pory obsługi WordPerfecta, firmy niechętnie zmieniały program na konkurencyjny, zawierający niewielką tylko ilość usprawnień.
Pierwsza wersja Worda dla Windows, kosztująca w roku 1989 500 dolarów, pokazywała przyszły kierunek rozwoju programu. Wykorzystano doświadczenia z wersji dla systemu Mac OS: użyto standardowych poleceń systemu Windows do typowych operacji (jak control-S do zapisywania pliku). Wraz z wydaniem Windows 3.0 w 1990 roku, sprzedaż zaczęła rosnąć (Word 1.0 działał znacznie lepiej z Windows 3.0 niż z poprzednimi wersjami Windows dla procesorów 386 i 286). Wraz z wydaniem wersji 2.0 Worda dla Windows firma Microsoft zaczęła zdobywać przewagę na rynku procesorów tekstu.
Word nigdy nie miał poważnych rywali na Macintoshach, mimo istnienia programów takich jak Nisus, które posiadały takie możliwości jak zaznaczanie niespójnych obszarów, które pojawiło się dopiero w Wordzie 2002 (Office XP) i pomimo przekonania niektórych użytkowników, że do programu nie wprowadzono żadnych znaczących poprawek między wersją 3.01 w 1987 i 5.0 w 1991 roku. Natomiast wielu użytkowników nadal wierzy, że Word 5.1 for Macintosh jest najlepszym z dotychczas napisanych procesorów tekstu, dzięki jego elegancji, względnej prostocie użycia i bogatym możliwościom. Za to wersja 6.0 dla Macintosha, wydana w 1994 roku została po prostu wyszydzona. Była to pierwsza wersja, w której jądro kodu było identyczne dla Windows i dla Maków. Często skarżono się, że jest to powolne, niezgrabne zasobożerne oprogramowanie. Wersja dla Windows, która nastąpiła bezpośrednio po wersji 2.0, również została oznaczona jako 6.0, żeby ujednolicić nazewnictwo.
Kolejne wersje otrzymały więcej możliwości niż tylko przetwarzanie tekstu. Narzędzie rysowania pozwala na wykonywanie prostych operacji z zakresu desktop publishing, takich jak dodawanie grafik do dokumentu, chociaż specjalizowany program będzie się niewątpliwie nadawał do tego lepiej. W kolejnych latach dodano między innymi obsługę wielu użytkowników, porównywanie dokumentów, wsparcie wielu języków i inne możliwości.
Microsoft Word jest obecnie najpopularniejszym procesorem tekstu, a podstawowy format tworzonych przez niego plików stał się standardem de facto, który muszą obsługiwać konkurujące produkty. Filtry eksportu i importu dla tego formatu zostały wmontowane w wiele procesorów tekstu, takich jak AbiWord czy OpenOffice.
Część tej funkcjonalności została osiągnięta przez inżynierię odwrotną, ponieważ specyfikacja formatu nie była w początkowych okresie jawna. W kolejnych wersjach programu format zapisu zmieniał się zarówno w istotny, jak i subtelny sposób. Specyfikacja formatów binarnych stosowanych w Office została opublikowana w 2009 roku. Od wersji 2007 stosowany jest standard OOXML.
Word 2003 może opcjonalnie obsługiwać XML, przy użyciu publicznie udokumentowanego schematu zwanego „WordProcessingML” , dostępnego we wszystkich odmianach Word 2003 i zaaprobowanego przez takie instytucje jak rząd Danii (por. OpenDocument). Odmiana „professional” pozwala na bezpośrednie użycie schematów innych niż Microsoftowy. Celem napisanej w Javie i dostępnej jako open-source biblioteki Apache POI jest umożliwienie czytania i zapisu plików w binarnym formacie Worda.
Tak jak inne programy z zestawu Microsoft Office, Worda można w dużym stopniu dopasować przy użyciu wbudowanego języka makr (pierwotnie był to WordBasic, a poczynając od Worda 97 – Visual Basic for Applications). Jednak cecha ta pozwala również ukrywać w dokumentach wirusy komputerowe, jak na przykład wirus Melissa. Z tego powodu, użytkownicy edytora powinni się upewnić, że poziom bezpieczeństwa ustawili na wysoki (Narzędzia/Makro→Zabezpieczenia). Należy również zainstalować oprogramowanie antywirusowe. Pierwszym wirusem, o którym wiadomo że infekował pliki Worda był Concept, dość niegroźny, mający zademonstrować możliwość istnienia wirusów języka makr.
Od 2010 roku na rynku dostępne jest wydanie programu Word – 2010. Wersja 2010 jest podobna do wersji 2007 – posiada interfejs wstążki, którą jednak zmodyfikowano (np. przycisk Office zastąpiono bardziej intuicyjnym Plik).

## Wersje
Wersje dla MS-DOS:
- Listopad 1983 Word 1
- 1985 Word 2
- 1986 Word 3
- 1987 Word 4, czyli Microsoft Word 4.0 for the PC
- 1989 Word 5
- 1991 Word 5.5, pierwsza wersja DOS-owa używająca interfejsu podobnego do Windowsa
- 1993 Word 6

Wersje dla Apple Macintosh:
- Styczeń 1985 Word 1 for the Macintosh
- 1987 Word 3
- 1989 Word 4
- 1991 Word 5
- 1992 Word 5.1
- 1993 Word 6
- 1998 Word 98
- 2000 Word 2001, ostatnia wersja kompatybilna z Mac OS 9
- 2001 Word v. X, pierwsza wersja przeznaczona wyłącznie dla OS X
- 2004 Word 2004
- 2008 Word 2008
- 2010 Word 2011

Wersje dla Microsoft Windows:
- Listopad 1989 Word for Windows 1.0
- 1991 Word for Windows 2.0
- 1993 Word for Windows 6.0 (numer „6” został użyty, żeby utrzymać zgodność numeracji z wersjami dla DOS i Macintosh, ale przede wszystkim jako chwyt marketingowy – wydawana w tym samym czasie nowa wersja WordPerfecta, ówczesnego głównego konkurenta. miała właśnie numer 6.0).
- 1995 Word 95, znany również jako Word 7
- 1997 Word 97, znany również jako Word 8
- 1999 Word 2000, znany również jako Word 9
- 2001 Word XP, znany również jako Word 2002 lub Word 10
- 2003 Office Word 2003, znany również jako Word 11
- 2006 Office Word 2007, nazwa kodowa „12”
- 2010 Word 2010, nazwa kodowa „14”
- 2013 Word 2013, nazwa kodowa "15"
- 2016 Word 2016, nazwa kodowa "16"
- 2019 Word 2019, nazwa kodowa "16"
- 2021 Word 2021, nazwa kodowa "16"
- 2024 Word 2024, bez nazwy kodowej

Wersje dla Android:
- 2017 Word Microsoft Word for Android

Wersje dla SCO UNIX:
- Microsoft Word for UNIX Systems Release 5.1. opsys.com. [zarchiwizowane z tego adresu (2008-08-20)].

## Kradzież własności intelektualnej
W 2011 roku Sąd Najwyższy USA odrzucił odwołanie Microsoftu od wyroku sądu niższej instancji w sprawie jednej z funkcji, wykorzystanej przez Microsoft w jego edytorze tekstów Word. Microsoft bezprawnie korzystał z patentu firmy i4i (z Kanady) i musi zapłacić tej firmie 290 milionów dolarów.